# Günther Christian Hansen
Günther Christian Hansen (* 13. Dezember 1929 in Wyk auf Föhr; † 25. August 2013 in Schönow) war ein deutscher klassischer Philologe.

## Leben
Günther Christian Hansen studierte Klassische Philologie an der Universität Rostock und arbeitete anschließend ab 1952 als Wissenschaftlicher Mitarbeiter an der Berliner Akademie der Wissenschaften, zunächst am Projekt Die griechischen christlichen Schriftsteller der ersten Jahrhunderte. 1960 wurde er an der Humboldt-Universität zu Berlin mit der Dissertation Studien zu dem Kirchenhistoriker Sozomenus promoviert. Seine Habilitation erreichte er 1969 mit der Schrift Die Kirchengeschichte des Theodoros Anagnostes. Nach der Habilitation war er Redaktor der Bibliotheca Teubneriana und der Schriften und Quellen der Alten Welt. Von 1990 bis 1995 war er wieder am Projekt Die griechischen christlichen Schriftsteller der ersten Jahrhunderte tätig. Bis 1999 hielt er zusätzlich Lektüreübungen zur griechischen Prosa an der Humboldt-Universität ab (seit 1995 als Honorarprofessor).
Hansens Forschungsschwerpunkt war die griechische Kirchengeschichte (Sozomenos, Theodoros Anagnostes, Sokrates Scholastikos, Anonymus von Cyzicus), besonders unter textkritischen und überlieferungsgeschichtlichen Gesichtspunkten. 1998 erschien zu seinen Ehren die Festschrift Dissertatiunculae criticae.

## Schriften (Auswahl)
- Studien zu dem Kirchenhistoriker Sozomenus. Berlin 1960 (Dissertation)
- Die Kirchengeschichte des Theodoros Anagnostes. Berlin 1969 (Habilitationsschrift)
- Theodoros Anagnostes / Kirchengeschichte. Berlin 1971. 2., durchgesehene Auflage, Berlin 1995
- Sokrates Scholastikos / Kirchengeschichte. Berlin 1995
- Anonyme Kirchengeschichte (Gelasius Cyzicenus, CPG 6034). Berlin/New York 2002
- Sozomenos / Historia ecclesiastica = Kirchengeschichte, griechisch – deutsch (= Fontes Christiani. Band 73). Vier Bände, Turnhout 2004
- Anonymus von Cyzicus / Historia ecclesiastica = Kirchengeschichte, griechisch – deutsch (= Fontes Christiani. Band 49). Zwei Bände, Turnhout 2008